# Accords collectifs en France
Vous pouvez aider à l'améliorer ou bien discuter des problèmes sur sa page de discussion.
- Certaines informations devraient être mieux reliées aux sources mentionnées dans la bibliographie ou les liens externes. Améliorez sa vérifiabilité en les associant par des références. (Marqué depuis septembre 2017)
- Il est à actualiser. Certains passages sont obsolètes ou annoncent des événements désormais passés. (Marqué depuis septembre 2008)

Les accords collectifs en France sont les accords professionnels qui résultent d'un dialogue entre employeurs et salariés visant au maintien du bon fonctionnement de l'entreprise, et à la réglementation des droits sociaux (conditions de travail notamment), en France. La négociation collective s'effectue entre organisations syndicales et employeurs (ou organisations patronales), selon le type d'accord visé.
La place particulière de ce type de dialogue au sein des entreprises est garanti par le droit français. En effet, le préambule de la Constitution de 1946 affirme que tout salarié « participe, par l'intermédiaire de ses délégués, à la détermination collective des conditions de travail », et l'article L.2221-1 du code du travail français reconnaît « le droit des salariés à la négociation collective de l'ensemble de leurs conditions d'emploi et de travail et de leurs garanties sociales ».

## Accords et conventions: distinction et généralités
La loi établit une distinction entre la convention collective, qui détermine l'ensemble des conditions de travail et des garanties sociales, et l'accord collectif, qui ne porte que sur quelques-uns de ces sujets. Elle définit également la qualité des signataires des conventions et des accords collectifs.

La distinction entre accord et convention repose donc sur leur champ d'application. Ce champ d'application peut être géographique (national, régional ou local) ou/et professionnel (interprofessionnel, branche, entreprise).

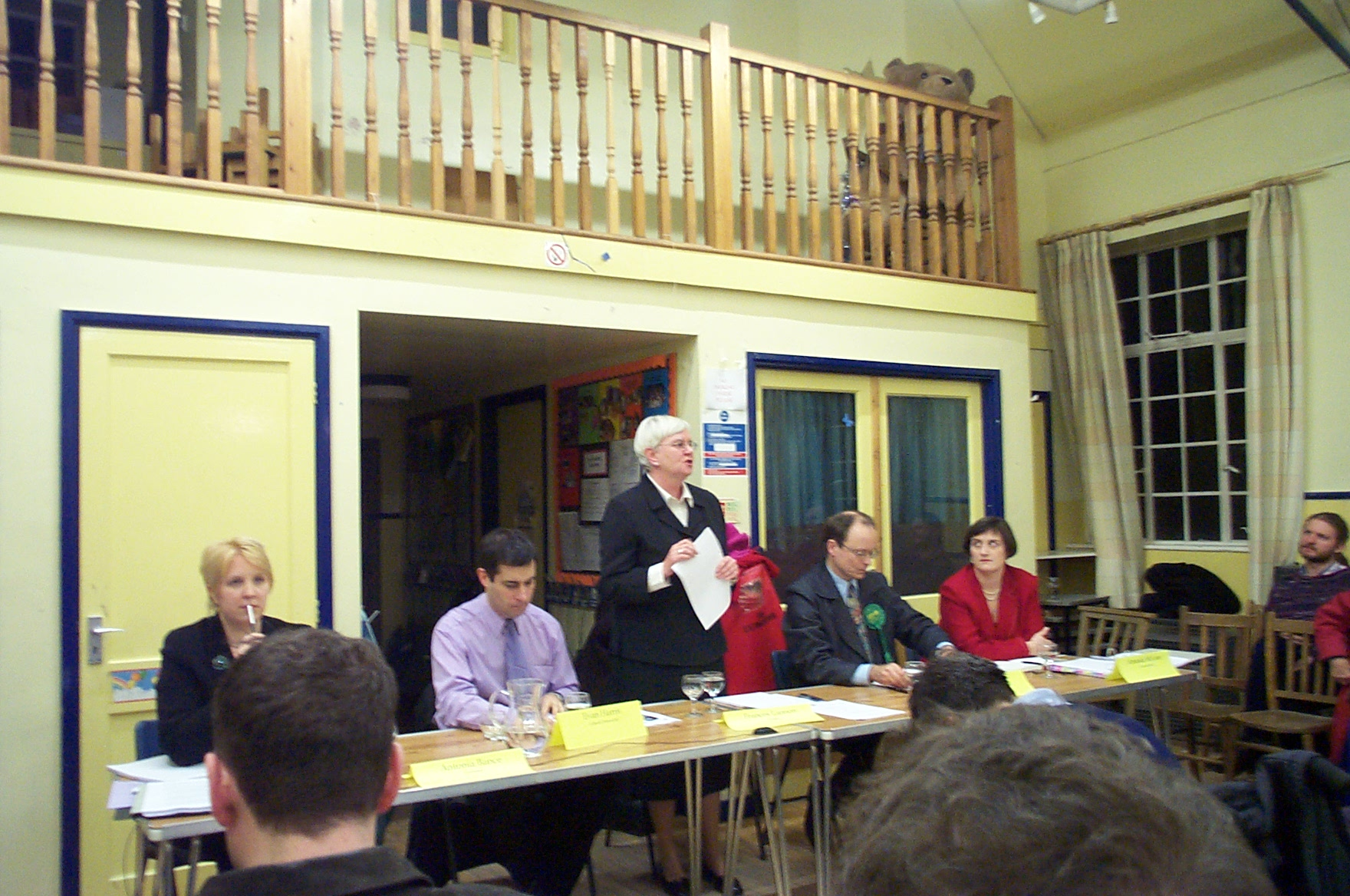
Débats

La loi détermine également la valeur juridique des conventions et accords. Deux procédures, l'extension et l'élargissement, qui supposent toutes deux l'intervention du ministre du Travail, permettent d'appliquer une convention ou un accord au-delà de son champ initial, constitué par les entreprises qui l'ont signé, à titre individuel ou en tant que membres d'une organisation, ou qui y ont adhéré.
En France, le droit des conventions collectives et accords collectifs de travail est régi par le livre II de la deuxième partie du Code du travail (article L. 2211-1 du code du travail français et suivants). Mais aussi, entre autres, par les lois no 82-957 du 13 novembre 1982, no 2004-391 du 4 mai 2004 dite loi Fillon et no 2008-789 du 20 août 2008.

## Les différents types de conventions et d'accords
Pour comprendre l'articulation des différents textes collectifs entre eux, il convient d'abord de les répertorier :

### Catégorisation globale
Quelques définitions pour mieux comprendre :
- Convention collective ou accord collectif ordinaire : ceux-ci ne lient que les personnes ou organisations qui l'ont signé(e), qui sont engagés par l'organisation (syndicale ou patronale), ou qui y adhèrent ultérieurement.
- Convention collective ou accord étendu(e) : l'extension est une procédure postérieure par laquelle on décide d'étendre le champ d'application d'un accord ou d'une convention collective ordinaire. Elle passe par un arrêté du Ministère du Travail.
- L'accord collectif catégoriel n'engage que les salariés de la catégorie professionnelle concernée (exemple : la convention dite des tournées n'engage que les musiciens).
- Un accord dérogatoire est un accord qui déroge à un autre texte, c'est-à-dire qui fait exception.

Les procédures d'extension et d'élargissement figurent aux articles L. 133-8 à L. 133-17 du code du travail français. Elles ne peuvent s'effectuer que sous certaines conditions :

#### Extension
Article L. 133-1 du code du travail français (initiative de la procédure d'extension) : 

« La convention de branche ou l'accord professionnel ou interprofessionnel, leurs avenants ou annexes doivent, pour pouvoir être étendus, avoir été négociés et conclus en commission composée des représentants des organisations syndicales d'employeurs et de salariés représentatives dans le champ d'application considéré.
À la demande de l'une des organisations susvisées, ou de sa propre initiative, le ministre chargé du travail peut provoquer la réunion d'une commission mixte, composée comme il est dit à l'alinéa précédent, et présidée par son représentant. Il doit convoquer cette commission lorsque deux des organisations susmentionnées en font la demande. »

Article L. 133-8 du code du travail français (but de l'extension) : 

« À la demande d'une des organisations visées à l'article L. 133-1 du code du travail français ou à l'initiative du ministre chargé du travail, les dispositions d'une convention de branche ou d'un accord professionnel ou interprofessionnel, répondant aux conditions particulières déterminées par la section précédente, peuvent être rendues obligatoires pour tous les salariés et employeurs compris dans le champ d'application de ladite convention ou dudit accord, par arrêté du ministre chargé du travail, après avis motivé de la commission nationale de la négociation collective prévue à l'article L. 136-1 du code du travail français.
Saisi de la demande mentionnée à l'alinéa précédent, le ministre chargé du travail doit, obligatoirement et sans délai, engager la procédure d'extension[...] »

.

#### Élargissement
Celui-ci ne peut avoir lieu qu'en l'absence d'organisations aptes à négocier rendant du coup la conclusion d'un accord ou d'une convention impossible.

Article L. 133-12 du code du travail français :  

« En cas d'absence ou de carence des organisations de salariés ou d'employeurs se traduisant par une impossibilité persistante de conclure une convention ou un accord dans une branche d'activité ou un secteur territorial déterminé, le ministre chargé du travail peut, à la demande d'une des organisations représentatives intéressées ou de sa propre initiative, sauf opposition écrite et motivée de la majorité des membres de la commission nationale de la négociation collective :
1. Rendre obligatoire dans le secteur territorial considéré une convention ou un accord de branche déjà étendu à un secteur territorial différent. Le secteur territorial faisant l'objet de l'arrêté d'élargissement doit présenter des conditions économiques analogues à celles du secteur dans lequel l'extension est déjà intervenue ;
2. Rendre obligatoire dans le secteur professionnel considéré une convention ou un accord professionnel déjà étendu à un autre secteur professionnel. Le secteur professionnel faisant l'objet de l'arrêté d'élargissement doit présenter des conditions analogues à celles du secteur dans lequel l'extension est déjà intervenue, quant aux emplois exercés ;
3. Rendre obligatoire dans une ou plusieurs branches d'activité non comprises dans son champ d'application un accord interprofessionnel étendu ;
4. Lorsque l'élargissement d'une convention ou d'un accord a été édicté conformément aux alinéas précédents, rendre obligatoires leurs avenants ou annexes ultérieurs eux-mêmes étendus dans le ou les secteurs visés par ledit élargissement. »

L'article suivant (L. 133-13 du code du travail français) :  « Lorsqu'une convention de branche n'a pas fait l'objet d'avenant ou annexe pendant cinq ans au moins, ou qu'à défaut de convention des accords n'ont pu y être conclus depuis cinq ans au moins, cette situation peut être assimilée au cas d'absence ou de carence des organisations au sens de l'article précédent et donner lieu à l'application de la procédure prévue audit article. »
Cette situation (une convention de branche reste "immobile" pendant 5 ans) peut justifier un élargissement de la convention.

#### Procédures d'extension et d'élargissement
- 1re étape : une organisation syndicale d'employeurs ou de salariés demande l'extension ou l'élargissement. Ou bien le ministère du travail décide l'élargissement de la convention ou de l'accord.
- Le ministre du travail prend un arrêté (d'extension ou d'élargissement)
- L'arrêté d'extension ou d'élargissement est précédé de la publication au Journal officiel d'un avis relatif à l'extension ou à l'élargissement envisagé, invitant les organisations et personnes intéressées à faire connaître leurs observations. (article L. 133-14 du code du travail français[10]).
- L'arrêté est publié au Journal officiel. Les dispositions étendues font elles-mêmes l'objet d'une publication dans des conditions fixées par voie réglementaire (même article).

### Niveau de négociation
On distingue trois niveaux de négociation donnant lieu à trois types d'accord :
- Des Accords Nationaux Interprofessionnels (ANI)
- Des accords collectifs de branche (ordinaires ou étendus, nationaux ou territoriaux)
- Des accords d'entreprise et accords d'établissement

Si l'accord a été négocié au niveau national et couvre l'ensemble des secteurs d'activité, on parlera d'ANI, s'il a été négocié au niveau d'une branche d'activité, on parlera d'accord de branche, si l'accord a été conclu au niveau de l'entreprise, on parlera d'accord d'entreprise, etc.
Dans une déclaration commune du 16 juillet 2001, ratifiée par l'ensemble des organisations syndicales patronales et de salariés représentatives, portant sur les voies et moyens de l'approfondissement de la négociation collective, les partenaires sociaux définissent ainsi la fonction des différents niveaux d'accord : « Chaque niveau de négociation, national interprofessionnel, de branche et d'entreprise, assure des fonctions différentes dans le cadre d'un système organisé, destiné à conférer une pertinence optimale à la norme négociée tant dans ses effets que dans sa capacité à couvrir l'ensemble des salariés et des entreprises. Garant du système, le niveau national interprofessionnel doit assurer une cohérence d'ensemble. La branche joue un rôle structurant de solidarité, d'encadrement et d'impulsion de la négociation d'entreprise à travers l'existence de règles communes à la profession. La négociation d'entreprise permet de trouver et de mettre en œuvre des solutions prenant directement en compte les caractéristiques et les besoins de chaque entreprise et de ses salariés. »

## L'articulation des conventions et accords entre eux
Les niveaux de négociation évoqués précédemment sont prévus par la loi, à l'article L. 132-11 du code du travail français :  « Le champ d'application territorial des conventions de branche et des accords professionnels et interprofessionnels peut être national, régional ou local. » Les articles L. 2232-11 et L. 2232-16 prévoient quant à eux la possibilité de conclure des accords ou des conventions au niveau d'un établissement ou d'un groupe d'établissement.
On parle en droit de hiérarchie des conventions et accords collectifs. Initialement, la loi avait prévu que la convention de niveau supérieur prévalait sur celle de niveau inférieur. Voici les niveaux que la loi établissait (imaginons une pyramide) :
- Au sommet de la pyramide se trouvent les ANI (Accords Nationaux Interprofessionnels) car leur champ d'application est le plus large (ils s'appliquent à plusieurs professions)
- En dessous, les conventions de branche (qui concernent généralement un secteur d'activité)
- En dessous, les accords d'entreprise et accords d'établissement (qui s'appliquent en général dans l'entreprise ou l'établissement concerné(e))

Mais cette hiérarchie est aujourd'hui fortement discutable eu égard aux évolutions législatives (notamment la loi du 4 mai 2004) que nous allons détailler plus bas pour plus de clarté.

## Articulation des textes conventionnels avec les lois et règlements
Précisons qu'initialement, la loi prévoit (article L. 132-4 du code du travail français) que : « la convention et l'accord collectif peuvent comporter des dispositions plus favorables que les lois et règlements en vigueur. Ils ne peuvent déroger aux dispositions d'ordre public de ces lois et règlements ».
Ces conventions (et accords) collectifs doivent donc suivre ce que l'on appelle le principe de faveur (c'est-à-dire lorsqu'elles ont le même objet qu'une loi ou un règlement, être plus favorables aux salariés que les textes législatifs et réglementaires) et respecter l'ordre public, un ensemble de règles impératives qui s'imposent à tous (qui comprend notamment les principes fondamentaux énoncés dans la Constitution).
De même, cette législation est actuellement discutée.

## La loi du 4 mai 2004 et ses incidences
La loi du 4 mai 2004 comprend un ensemble de dispositions assez important concernant la formation professionnelle. Nous n'évoquerons ici que les éléments ayant une incidence sur les accords collectifs. Pour accéder au texte dans son ensemble, référez-vous aux sources en bas de la page.
La hiérarchie des conventions et accords collectifs présentée précédemment a connu un certain bouleversement avec l'essor des "accords dérogatoires". Il s'agit d'accords qui dérogent (qui font exception à) aux conventions ou accords de niveau supérieur.
De nombreux débats doctrinaux ont eu lieu notamment au sujet de la loi du 4 mai 2004 qui, si elle n'innove pas vraiment en la matière (des textes antérieurs avaient déjà œuvré dans la même direction), étend le champ des accords dérogatoires.
Cette loi introduit plusieurs éléments en matière de négociation collective.

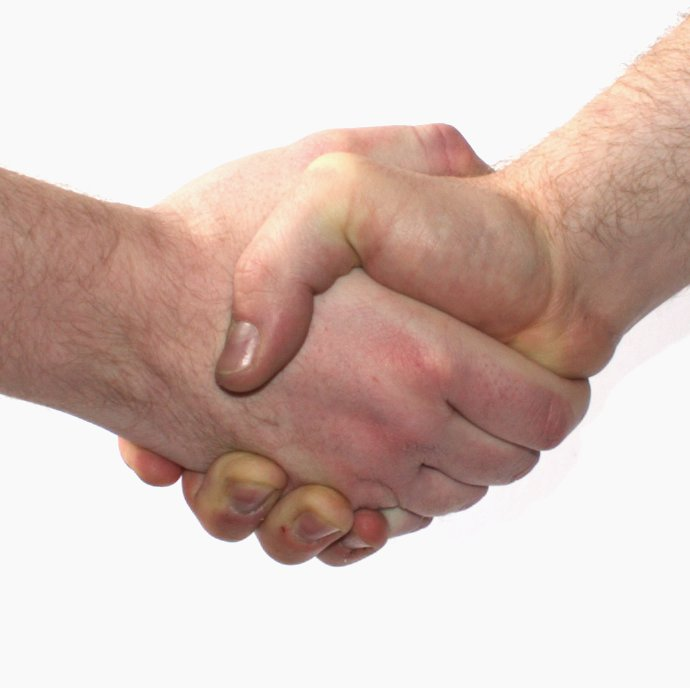
Poignée de main symbolisant l'accord

### La mise en place des salariés mandatés
D'une part, elle permet désormais la mise en place, dans le cadre des négociations collectives, d'un salarié mandaté. Ainsi, les entreprises dépourvues de représentants syndicaux pourront participer à la négociation par l'intermédiaire d'un salarié de l'entreprise auquel on a donné mandat pour négocier, pour une durée déterminée.
Il ne s'agit toutefois pas là d'une innovation, le mandatement résulte d'une évolution législative et jurisprudentielle qui avait déjà commencé avant la loi de 2004.
La Cour de Cassation, dans un arrêt de 1995 (arrêt Dame Charre), avait déjà prévu cette possibilité en admettant pour un syndicat représentatif, dans les entreprises dépourvues légalement de délégué syndical, c'est-à-dire comptant moins de onze salariés, de mandater l'un d'entre eux afin qu'il négocie et signe un accord collectif avec l'employeur. Cette jurisprudence s'inscrivait dans la lignée de la position du Conseil Constitutionnel qui refuse de reconnaître aux syndicats un monopole constitutionnel de représentation des intérêts des salariés.
Ce dernier précisait toutefois dans sa décision du 6 novembre 1996 que les syndicats ont une « vocation naturelle à assurer, notamment par la voie de la négociation collective, la défense des droits et intérêts des travailleurs », cette vocation naturelle ayant valeur constitutionnelle. Le Conseil Constitutionnel ouvre la négociation collective aux représentants du personnel ou à des salariés mandatés « dès lors que leur intervention n'a ni pour objet ni pour effet de faire obstacle à celle des organisations syndicales représentatives ». Il s'agit par conséquent d'une dérogation notable aux articles L. 132-2, L. 132-19 et L. 132-20 du code du travail français.
L'accord national interprofessionnel du 31 octobre 1995 avait prévu la mise en place de salariés mandatés à titre expérimental pendant 3 ans. Il autorisait les entreprises de moins de cinquante salariés dépourvues de délégué syndical (ou de délégué du personnel faisant office de délégué syndical) à conclure des accords avec les élus du personnel ou avec un salarié mandaté par une organisation syndicale représentative, sous réserve que cette modalité de négociation ait été prévue et encadrée par un accord de branche.
Le mécanisme du mandatement a ensuite été repris par les deux lois Aubry. La loi du 13 juin 1998 permet le recours au mandatement dans les entreprises dépourvues de représentation syndicale, sans qu'il soit besoin que celui-ci ait été prévu par un accord de branche, mais uniquement pour négocier la réduction du temps de travail. La loi du 19 juin 2000 autorise également le recours au mandatement et, en deuxième lieu, la négociation avec les délégués du personnel.

La loi du 4 mai 2004 entérinera ces différentes évolutions en modifiant l'article L. 132-26 du code du travail français qui dispose alors : 

« I. - Lorsqu'une telle faculté est prévue par une convention de branche ou un accord professionnel étendu, les entreprises dépourvues de délégué syndical peuvent déroger aux articles L. 132-2, L. 132-2-2, L. 132-7, L. 132-19 et article L. 132-20 dans les conditions fixées ci-après.
« La convention de branche ou l'accord professionnel étendu fixe les thèmes ouverts à ce mode de négociation dérogatoire. Elle détermine également les conditions d'exercice du mandat des salariés visés au III. Elle définit les modalités de suivi des accords ainsi conclus par l'observatoire paritaire de branche de la négociation collective mentionné à l'article L. 132-17-1 du code du travail français.
« II. - Les conventions de branche ou les accords professionnels étendus mentionnés au I peuvent prévoir qu'en l'absence de délégués syndicaux dans l'entreprise ou l'établissement, ou de délégués du personnel faisant fonction de délégué syndical dans les entreprises de moins de cinquante salariés, les représentants élus du personnel au comité d'entreprise, ou, à défaut, les délégués du personnel, peuvent négocier et conclure des accords collectifs de travail... »

Le mandatement d'un salarié reste toutefois un mode de négociation dérogatoire (donc d'exception) car, comme le précisent les textes, il n'est possible qu'en l'absence de représentants syndicaux dans l'entreprise. De plus, les modalités de ce type de négociation doivent avoir été précisées par un accord de branche ou un accord national interprofessionnel étendu.

### La mise en place des accords de branche supplétifs
L'article 42 de la loi du 4 mai 2004 vient compléter l'article L. 132-23 du code du travail français par deux alinéas : 

« En matière de salaires minima, de classifications, de garanties collectives mentionnées à l'article L. 912-1 du code de la sécurité sociale et de mutualisation des fonds recueillis au titre du livre IX du présent code, la convention ou l'accord d'entreprise ou d'établissement ne peut comporter des clauses dérogeant à celles des conventions de branche ou accords professionnels ou interprofessionnels.
« Dans les autres matières, la convention ou l'accord d'entreprise ou d'établissement peut comporter des dispositions dérogeant en tout ou en partie à celles qui lui sont applicables en vertu d'une convention ou d'un accord couvrant un champ territorial ou professionnel plus large, sauf si cette convention ou cet accord en dispose autrement. »

Par conséquent, les accords d'entreprise ou d'établissement ne peuvent pas déroger aux conventions de niveau supérieur dans les domaines précités.
À contrario, ils peuvent déroger dans tous les autres domaines, c'est pourquoi on peut dire que la loi du 4 mai 2004 étend considérablement leur champ et leur autonomie par rapport aux autres conventions et accords.
Par ailleurs, toujours dans ce sens, la loi du 4 mai 2004 ouvre, à son article 43, des domaines jusque-là réservés à la négociation de branche (en particulier la fixation du contingent d’heures supplémentaires ou la définition du taux de majoration des heures supplémentaires) à la négociation d’entreprise.

## La fin de l'accord collectif

### La procédure de dénonciation
La dénonciation est la procédure par laquelle un employeur ou des organisations syndicales demandent la suppression de l'accord, généralement en vue de le remplacer par ce que l'on nomme alors un accord de substitution et non remplacé, le salaire doit être le fruit d'une négociation : il ne peut pas être unilatéralement décidé par l'employeur.

### La mise en cause
Il y a aussi la "mise en cause" qui permet de faire disparaître une convention ou un accord collectif. La mise en cause est mentionnée à l'article L132-8 du Code du travail, dernier alinéa, qui dispose que "lorsque l'application d'une convention collective est mise en cause dans une entreprise déterminée en raison notamment d'une fusion, d'une cession, d'une scission ou d'un changement d'activité (liste non exhaustive)..." Ainsi, une convention collective disparaît lors d'une mise en cause et une nouvelle négociation doit s'engager dans l'entreprise en cause.
La principale différence entre la mise en cause et la dénonciation provient de leur nature: en effet, alors que la dénonciation est le fruit de la volonté des parties, la mise en cause résulte d'un événement extérieur (fusion, scission...).
La disparition d'un accord ou d'une convention collective peut ainsi avoir des causes différentes (dénonciation, mise en cause) mais les effets générés par ces causes différentes sont pratiquement les mêmes (disparition de l'accord, obligation de négocier sous trois mois, maintien des avantages individuels acquis dans certaines hypothèses...).
À noter toutefois que dans l'hypothèse d'une mise en cause en raison de l'absorption d'une entreprise par une autre, un accord de substitution, applicable aux salariés "absorbés", doit obligatoirement être conclu afin de gérer la transition progressive de leur statut collectif vers les textes collectifs applicables aux salariés de l'entreprise « absorbante ».

## Sources
- Données du Sénat et étude comparative de la négociation : www.senat.fr
- [PDF] conventions collectives (www.prodiss.org)
- Loi du 4 mai 2004 : www.admi.net/jo
- Un document sur la loi du 4 mai 2004 : www.cgt.fr
- [PDF] panjuris.univ-paris1.fr
- Résumé sur le site du ministère : www.travail.gouv.fr
- Extension et élargissement : détails : www.cftc-67.fr
- Sur l'incidence de l'ANI du 20 septembre 2003, transposé dans la loi du 4 mai 2004 (ayant modifié l'article L. 933-2 du Code du travail), une étude de la DARES

« Le droit et la loi, telles sont les deux forces : de leur accord naît l'ordre, de leur antagonisme naissent les catastrophes. » Victor Hugo